# La forza dell'amore (miniserie televisiva)
La forza dell'amore è una miniserie televisiva di Canale 5 diretta da Vincenzo Verdecchi, in onda in tre puntate nella primavera 1998. I protagonisti sono Gianni Morandi e la figlia Marianna, che recitano a fianco di Corinne Cléry ed Elena Sofia Ricci.

## Trama

### 1ª Puntata
Antonella è una studentessa del DAMS che vive a Bologna; la madre Sandra, perennemente depressa, vive a Rimini, dove gestisce un albergo con i genitori; dopo l'ennesima crisi della donna, Nonno Luigi, decide di confessare alla nipote il segreto che da tanti anni hanno nascosto a lei e alla madre: il padre di Antonella non aveva abbandonato le due donne prima della sua nascita, ma erano stati lui e la moglie ad allontanarlo, nascondendogli che stava per diventare padre, perché ritenevano non fosse l'uomo giusto per Sandra.
Desiderosa di conoscere suo padre, Antonella decide di recarsi a Roma per cercarlo; giuntavi conosce Fabrizio, un architetto più grande di lei che insieme al collega Mario sta dando il via alla costruzione di un centro residenziale con il quale avrà subito un duro scontro, perché la ragazza ritiene che il terreno possa essere di interesse storico e infatti vi troverà alcuni reperti nascosti, scoprendo che Fabrizio & Mario ne erano a conoscenza, ma avevano fatto finta di niente per poter ottenere la licenza di costruire.
Nonostante il primo impatto, tra Antonella e Fabrizio inizia ad instaurarsi un rapporto d'amicizia che ben presto per Antonella potrebbe diventare qualcosa di più; la ragazza si fa ospitare dall'uomo in un appartamento di sua proprietà e accetta di farsi aiutare nelle ricerche del padre, allontanandosi sempre dal fidanzato Fabio; ma Fabrizio è sposato con Silvia e ha un figlio, Simone; quando Antonella e Silvia fanno la reciproca conoscenza per caso, la donna vera proprietaria dell'appartamento dove Fabrizio aveva mandato Antonella, la trova li mentre lo doveva mostrare a dei futuri inquilini; la ragazza delusa decide di tornarsene a Bologna.
Recatasi a Rimini dalla madre, Antonella racconta alla donna di Fabrizio, ma da una foto che li ritrae insieme, Sandra riconosce che l'uomo che Antonella ha conosciuto a Roma è il grande amore della sua vita, il padre di sua figlia.

### 2ª puntata
Dopo aver scoperto che Antonella è Fabrizio si sono conosciuti, senza sapere di essere padre e figlia, Sandra si reca a Roma per incontrare l'uomo e rivelargli che Antonella è sua figlia; Fabrizio nonostante lo shock iniziale decide di prendersi le sue responsabilità e di recarsi a Bologna per rivelare ad Antonella di essere suo padre.
Inizialmente Antonella, che si era innamorata di lui, rifiuta di accettare Fabrizio come padre, allontanandolo bruscamente; Fabrizio però decide di restare a Bologna e con l'aiuto di Sandra riesce pian piano a conquistare la figlia, che capirà di aver cercato sempre in Fabrizio un amore paterno e di amare Fabio.
La vicinanza tra Fabrizio e Sandra riaccende l'antica passione portando l'uomo inevitabilmente a tradire la moglie Silvia, ormai sempre più convinta che Fabrizio abbia una relazione con Antonella.
Quando Fabrizio torna a Roma, la moglie lo mette alle strette e l'uomo rivela alla donna che Antonella è sua figlia; Silvia però non è convinta che a tenere l'uomo lontano da lei sia stata solo la figlia ritrovata; ma quando casualmente conoscerà Sandra, capirà che la sua vera rivale è lei.
Sospettando che Fabrizio l'ha tradita con Sandra, Silvia litigherà spesso con il marito, la cosa si ripercuoterà sul piccolo Simone, che stanco dei continui litigi tra i due, convinto che la causa di tutto sia Antonella, scapperà di casa per recarsi a Bologna da lei.

### 3ª puntata
La fuga di Simone, mette in agitazione Fabrizio e Silvia che si ritrovano uniti nel cercare il figlio; intanto Simone riesce ad arrivare a Bologna e conosciuta Antonella, scoprire che la ragazza che credeval'amante del padre in realtà è sua sorella, per Simone è uno shock che lo porta a rifiutarla e fuggire.
Antonella e Fabio lo ritrovano alla stazione, mentre cercava di prendere il treno per Roma senza biglietto, perché aveva finito i soldi; il chiarimento tra i due fratelli permetterà al bambimo di accettare Antonella come sorella.
Avvisati da Antonella che Simone è con lei, Fabrizio e Silvia possono tirare un sospiro di sollievo, ma la donna non riesce a perdonare il tradimento del marito e decide di andarsene di casa.
Fabrizio deve rimettere in ordine la sua vita e come prima cosa decide di autodenunciarsi per la storia del terreno su cui lui e Mario dovevano costruire.
Sandra, capendo che Fabrizio è innamorato di Silvia decide di farsi da parte, mentre Antonella si trasferisce a Roma per aiutare il padre.
Arriva il giorno dell'udienza, Fabrizio, che può contare sull'appoggio dei figli affronta il suo destino, venendo assolto per essersi autodenunciato e Silvia tornerà dal marito per riuinire la famiglia e a completare il tutto ci sarà l'annuncio di Antonella di aspettare un figlio da Fabio.